# Lambda Piscium
Lambda Piscium (18 Piscium) é uma estrela na direção da constelação de Pisces. Possui uma ascensão reta de 23h 42m 02.88s e uma declinação de +01° 46′ 49.5″. Sua magnitude aparente é igual a 4.49. Considerando sua distância de 101 anos-luz em relação à Terra, sua magnitude absoluta é igual a 2.04. Pertence à classe espectral A7V.